# Didemnum protectum
Didemnum protectum is een zakpijpensoort uit de familie van de Didemnidae. De wetenschappelijke naam van de soort is voor het eerst geldig gepubliceerd in 1908 door Daumézon.